# Stary Wiązów
Stary Wiązów (deutsch: Alt Wansen, polnisch historisch Stary Wiezow) ist ein Ort in der Landgemeinde Wiązów im Powiat Strzeliński der Woiwodschaft Niederschlesien in Polen.

## Geographie
Das Angerdorf Stary Wiązów liegt einen Kilometer südlich von Wiązów (Wansen), 12 Kilometer nordöstlich von Strzelin (Strehlen) und 45 Kilometer südöstlich von Breslau in der Nizina Śląska (Schlesische Tiefebene). Westlich des Dorfes fließt die Oława. Durch den Ort verläuft die Landesstraße 39. Der Ort liegt an der stillgelegten Bahnstrecke Brzeg–Łagiewniki Dzierżoniowskie.
Nachbarorte von Stary Wiązów sind im Norden Wiązów (Wansen) und im Westen Zborowice (Spurwitz).

## Geschichte

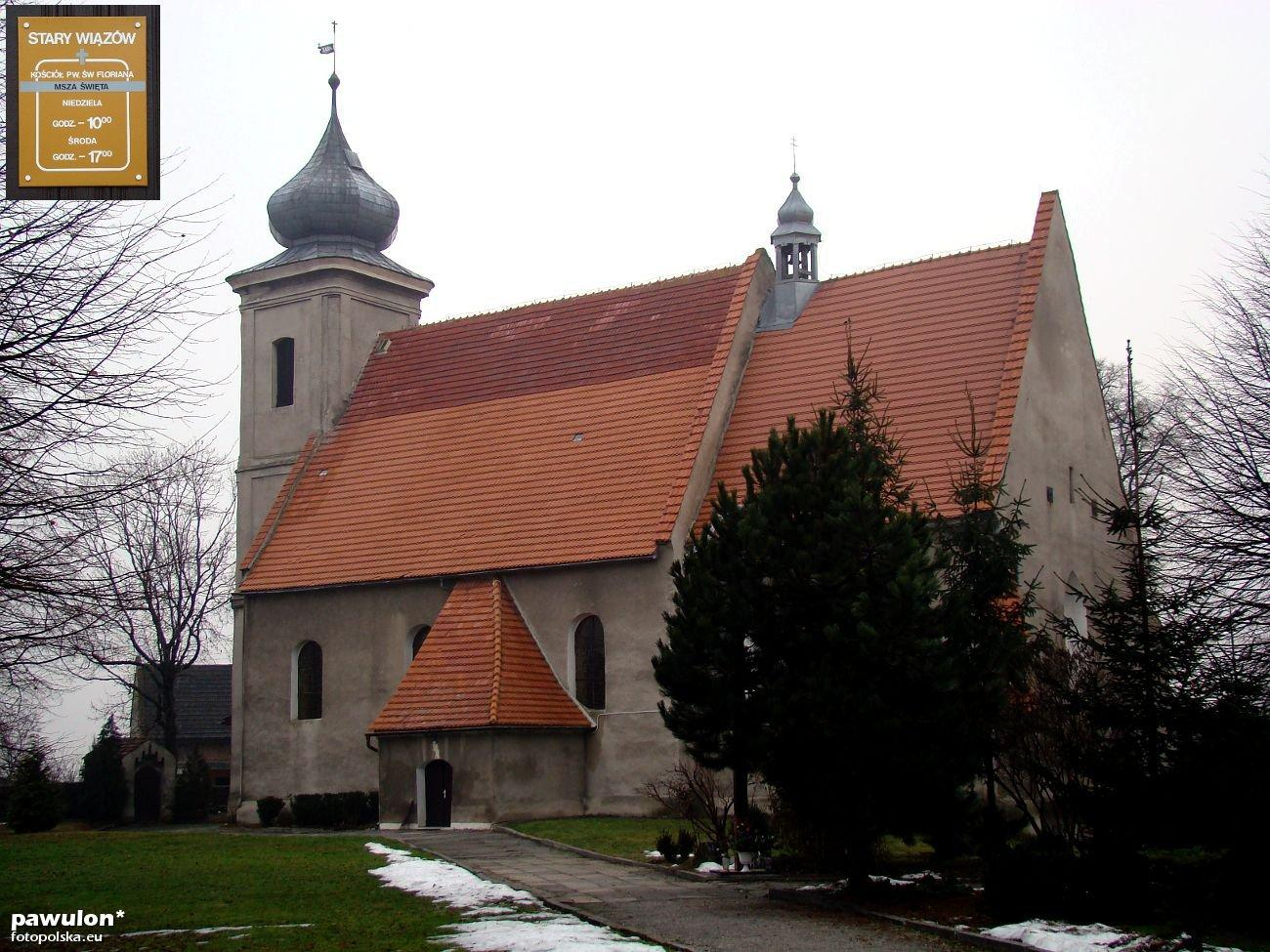
St. Florian

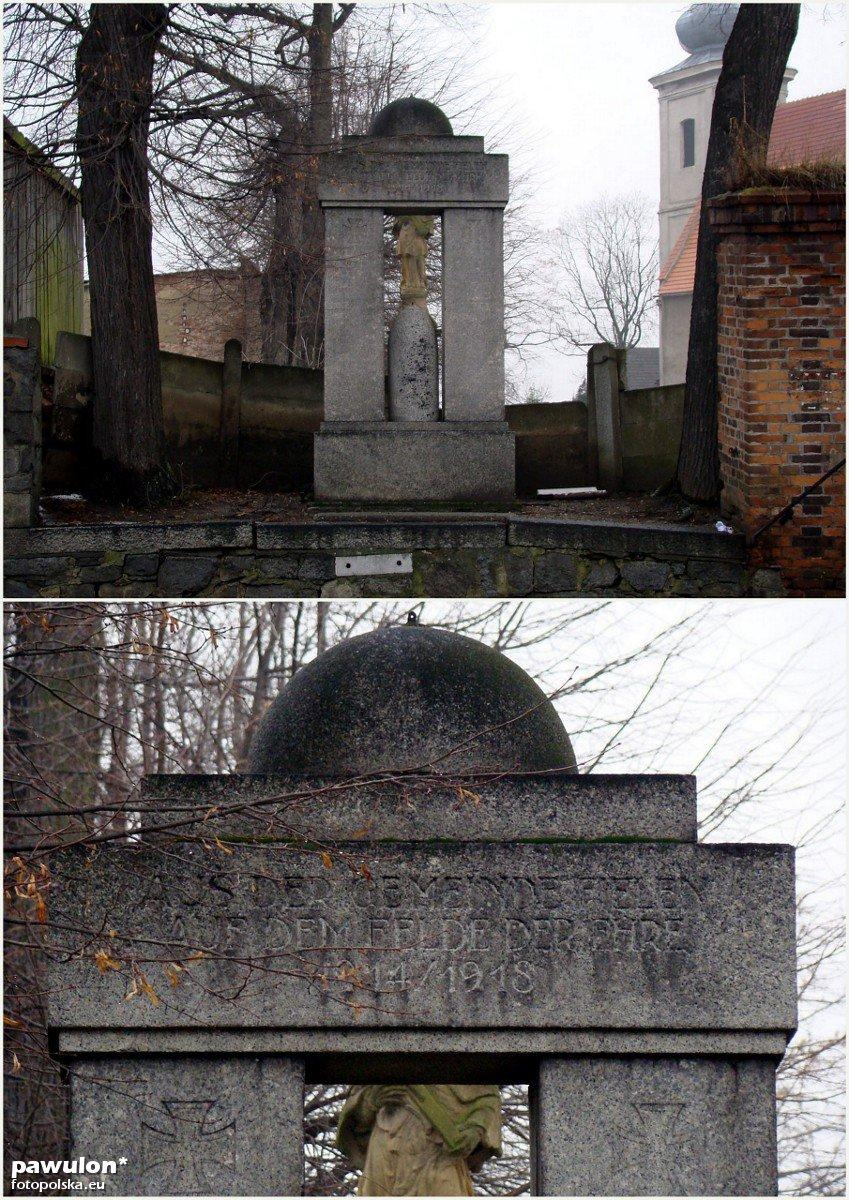
Kriegerdenkmal

Schon 100 Jahre vor der Gründung Wansens existierte diese slawische Vorgängersiedlung, von dem die Stadt ihren Namen erhielt. Alt Wansen dürfte 1155 in einer Urkunde Papst Hadrians IV. in Besitz der Kirche von Breslau als „Venzouici“ erstmals erwähnt worden sein. 1227 verlieh Bischof Lorenz von Breslau der Kapelle in „Wansow“ einen Zehnten. 1250 erteilte Herzog Heinrich III. von Schlesien dem Bischof Thomas I. von Breslau die Erlaubnis, eine Stadt nach deutschem Recht auf seinem kirchlichen Gebiet nahe dem Dorfe „Wansaw“ zu gründen. 1399 erscheint der Ort in einem Dokument als „Antiqua Wansow“. Der historische polnische Name lautete „Stary Wiezow“. Das südliche Umland von Wansen bis Strehlen war bis Ende des 18. Jahrhunderts sprachlich und kulturell gemischt. Es ist davon auszugehen, dass sich erst allmählich die deutsche Sprache durch setzte.
Territorial gehörte Alt Wansen zum Fürstentum Neisse, das als eigenständiges Fürstentum, in dem die Bischöfe sowohl die geistliche als auch die weltliche Macht ausübten, von 1290 bis zur Säkularisation 1810 bestand. Von 1342 bis zur preußischen Annexion des größeren Teils von Schlesien 1742 war es ein Lehen der Krone Böhmens. Nach dem Ersten Schlesischen Krieg fiel Alt Wansen 1741/42 mit fast ganz Schlesien an Preußen. 1785 zählte Alt Wansen 1/4 Meile von Wansen entfernt, 24 Bauern, sechs Halbbauern, elf Gärtner, drei Häusler, drei Hirten und 314 Einwohner. Im 19. Jahrhundert war Alt Wansen ein sogenanntes Pertinenzgut der zum Majorat Klein Öls gehörenden Herrschaft Bischwitz, der Grafen York von Wartenburg. Zunächst gehörte Alt Wansen zum Kreis Grottkau. Im Zuge von Grenzbereinigungen zwischen den schlesischen Regierungsbezirken gab der Kreis Grottkau 1816 Alt Wansen an den Kreis Ohlau ab.
1845 bestand Alt Wansen aus 93 Häusern, eine Freischoltisei, 529 katholischen Einwohnern, evangelische Kirche zu Mechwitz, einer katholischen Teilkirche von Wansen (eingepfarrt: Johnwitz, Knischwitz, Spurwitz mit eigener Kapelle, Kahrisch und Ruppersdorf), einer katholischen Schule mit einem 1812 neu errichteten Schulhaus (eingeschult Spurwitz), einem Wirtshaus, sieben Handwerker, 434 Schafen und 252 Rindern. Im Ort wurde Bienenzucht und Tabakanbau betrieben. 1874 wurde der Amtsbezirk Spurwitz gegründet, zu dem die Landgemeinden Alt Wansen, Halbendorf, Johnwitz und Spurwitz und der Gutsbezirk Spurwitz gehörten. 1885 zählte der Ort 582 Einwohner.
Nach der vorübergehenden Auflösung des Kreises Ohlau 1932 wurde Alt Wansen dem Kreis Strehlen zugeschlagen. 1933 zählte Alt Wansen 561, 1939 wiederum 491 Einwohner. Bis 1945 befand sich der Ort im Landkreis Ohlau.
Als Folge des Zweiten Weltkriegs fiel Alt Wansen mit dem größten Teil Schlesiens 1945 an Polen. Nachfolgend wurde es durch die polnische Administration in „Stary Wiązów“ umbenannt. Die einheimischen deutschen Einwohner wurden größtenteils vertrieben. Die neu angesiedelten Bewohner stammten teilweise aus Ostpolen, das an die Sowjetunion gefallen war. 1999 kam der Ort zum Powiat Strzeliński in der Woiwodschaft Niederschlesien.

## Sehenswürdigkeiten
- Die römisch-katholische Pfarrkirche St. Florian (poln. Kościół św. Floriana) wurde 1227 erstmals erwähnt. Der heutige steinerne Bau stammt aus der zweiten Hälfte des 15. Jahrhunderts. Der Turm und die Ausstattung stammen aus dem 18. Jahrhundert.[10]
- Denkmal für die Gefallenen des Ersten Weltkriegs
- Nepomukstatue
- Säulenschrein